# Hertogdom Troppau
Het hertogdom Troppau was een van de vele hertogdommen in Silezië, rond de huidige Tsjechische stad Opava (Duits: Troppau). Het lag in het grensgebied van Bohemen, Moravië en Silezië.
De stad Troppau werd rond 1200 gesticht door Duitse kolonisten. Koning Ottokar II van Bohemen schonk het gebied in 1269 aan zijn onwettige zoon Nicolaas. In 1318 werd het land staatsrechtelijk gescheiden van Moravië om een zelfstandig hertogdom te worden. Nicolaas II werd in 1336 ook hertog van Ratibor. Na zijn dood werd het gebied verder uitgebreid en viel uiteen in een aantal deelhertogdommen, waaronder Jägerndorf. Het bleef wel in handen van het geslacht der Přemysliden.
Tussen 1460 en 1526 wisselde het land, meestal door koop, meerdere malen van eigenaar. In 1526 kwam het onder suzereiniteit van de Habsburgers. Deze gaven het tussen 1614 en 1781 in leen aan de vorsten van Liechtenstein.
Na de Eerste Silezische Oorlog werd het gebied in 1742 opnieuw gedeeld. Het gebied ten noorden van de rivier Opava met Leobschütz en Neustadt werden bij Pruisen gevoegd, terwijl het zuidelijke deel met Jägerndorf, Freudenthal, Fulnek en Troppau aan Oostenrijk viel. Het Oostenrijkse gedeelte kwam in 1919 aan het nieuw gestichte Tsjecho-Slowakije toe; Polen kreeg in 1945 het Pruisische deel.